# Enspännare
Enspännare är en vagn dragen av en enda häst. Det är en term som huvudsakligen var i bruk i södra Sverige. 
Enspännare var också i äldre tider en beteckning för en beriden soldat. Termen användes senare i överförd bemärkelse för beridna kurirer, tjänare, postbud, vakter etc.; efterhand kom termen även att användas för oberidna lägre betjänte av motsvarande slag. Motsvarade i huvudsak senare tiders vaktmästare.
Vid länsstyrelserna fanns till 1856 en tjänst som enspännare. Denne fungerade som vaktmästare vid länsstyrelsen och som express (dvs. kurir) för uppdrag på landsbygden, särskilt för uppbådande av kungsskjuts och kronoskjuts. 